# Edward Powers
Edward Joseph Powers, dit Eddie Powers, né le 11 septembre 1888 à Elora dans la province de l’Ontario, au Canada et mort le 17 janvier 1943 à New Haven aux États-Unis, est un entraîneur de hockey sur glace. Il a entraîné les Saint-Patricks de Toronto dans la Ligue nationale de hockey pendant deux saisons et diverses équipes de ligues mineures pendant 13 saisons.

## Biographie
Powers naît le 11 septembre 1888 à Elora. Depuis l’âge de 16 ans, il joue en senior à la crosse à Victoria et Nelson en Colombie Britannique. Il devient ensuite entraîneur et remporte la Mann Cup en 1926.
Les débuts d’entraîneur de Power datent de l’époque où il était employé de la chaîne magasin Eaton et était responsable de son équipe de hockey. Il entraîne ensuite plusieurs équipes amateurs : en 1919-1920 les Toronto Parkdale's, en 1920-1921 l’équipe de  Port Colborne puis il mène le club de hockey de Westminster au titre de champion de la United States Amateur Hockey Association en 1921-1922.
À la fin de l’année 1922, l’université de Pennsylvanie recrute Powers afin qu’il devienne entraîneur de l’équipe de hockey sur glace et de celle de crosse. Il s’occupe des deux équipes pendant deux saisons mais des problèmes financiers forcent l’université à les dissoudre. Powers se voit alors offrir un poste d’entraîneur pour l’équipe professionnelle des Saint-Patricks de Toronto de la Ligue nationale de hockey pour la saison 1924-1925. Deuxièmes de la saison régulière, les Saint-Patricks perdent lors des séries de la LNH contre les Canadiens de Montréal, troisièmes de la saison. La saison suviante est moins bonne pour les Saint-Patricks qui se classent avant-derniers de la ligue. À  la fin de cette saison, Powers déménage à Boston pour entraîner les Tigers de Boston dans la Canadian-American Hockey League (Can-Am). Il reste en poste pendant six saisons, remportant le titre en 1929. En 1932-1933, il entraîne les Eagles de New Haven avant de rejoindre l’organisation des Stars de Syracuse qu’il entraîne de 1934 à 1939 et avec lesquels il remporte l’International American Hockey League en 1937. En 1940, il devient entraîneur-adjoint des Maple Leafs de Toronto qu'il mène à la finale de la Coupe Stanley en 1942. 
Il redevient entraîneur-chef avec les Eagles de New Haven dans la Ligue américaine de hockey pour la saison 1942-1943. Malgré une santé fragile, Powers se déplace avec l'équipe pour un match à Washington le 16 janvier 1943. Le jour suivant, de retour à New Haven, il sort acheter un journal mais subit une hémorragie cérébrale et meurt une heure plus tard. Le dernier match de l'équipe a lieu le soir même. Après une minute de silence pour Powers, les Eagles remportent la partie 9-4 contre les Reds de Providence. Le jour suivant, l'équipe est dissoute par la LAH. Au moment de sa mort, Powers réfléchissait à accepter l'offre de T. P. Gorman, qu'il avait connu étant jeune, et qui lui proposait un poste d'entraîneur en Ligue de hockey senior du Québec.
Marié à Pearl Dennahower, Powers était père d'une fille, Audrie, et de cinq garçons, Rowan, James, Edward, Novey et Patrick,. Il est enterré au cimetière Mount Hope à Toronto.

## Postérité
Le trophée Eddie-Powers récompensant le meilleur buteur de la Ligue de hockey de l'Ontario porte son nom depuis 1946.

## Statistiques
| Saison    | Équipe                    | Ligue  |    | PJ | V  | D | N                        |  | Séries éliminatoires |
| 1924-1925 | Saint-Patricks de Toronto | LNH    | 30 | 19 | 11 | 0 | éliminés au premier tour |  |                      |
| 1925-1926 | Saint-Patricks de Toronto | LNH    | 36 | 12 | 21 | 3 | non qualifiés            |  |                      |
| 1926-1927 | Tigers de Boston          | Can-Am | 32 | 14 | 15 | 3 | non qualifiés            |  |                      |
| 1927-1928 | Tigers de Boston          | Can-Am | 40 | 21 | 14 | 5 | éliminés au 1er tour     |  |                      |
| 1928-1929 | Tigers de Boston          | Can-Am | 40 | 21 | 11 | 8 | vainqueurs               |  |                      |
| 1929-1930 | Tigers de Boston          | Can-Am | 40 | 17 | 18 | 5 | finalistes               |  |                      |
| 1930-1931 | Tigers/Cubs de Boston     | Can-Am | 40 | 14 | 22 | 4 | non qualifiés            |  |                      |
| 1931-1932 | Cubs de Boston            | Can-Am | 40 | 21 | 16 | 3 | finalistes               |  |                      |
| 1932-1933 | Eagles de New Haven       | Can-Am | 48 | 16 | 27 | 5 | non qualifiés            |  |                      |
| 1934-1935 | Stars de Syracuse         | LIH    | 44 | 20 | 20 | 4 | non qualifiés            |  |                      |
| 1935-1936 | Stars de Syracuse         | LIH    | 48 | 26 | 19 | 3 | demi-finalistes          |  |                      |
| 1936-1937 | Stars de Syracuse         | IAHL   | 48 | 27 | 16 | 5 | vainqueurs               |  |                      |
| 1937-1938 | Stars de Syracuse         | IAHL   | 48 | 21 | 20 | 7 | finalistes               |  |                      |
| 1938-1939 | Stars de Syracuse         | IAHL   | 54 | 26 | 19 | 9 | éliminés au 1er tour     |  |                      |
| 1942-1943 | Eagles de New Haven       | LAH    | 32 | 9  | 18 | 5 | non qualifiés            |  |                      |